# Референдумы в Лихтенштейне (1962)
Референдумы в Лихтенштейне проходили 25 февраля 1962 года. Первый референдум по закону о гражданской обороне был отклонён 74,3 % голосов из-за ограничений, которые налагались на жилые здания. Второй референдум касался законодательства об охоте. Он был одобрен 54,6 % голосов избирателей.

## Контекст
Первый референдум по новому закону о системе сигнализации и обороны. Это был факультативный референдум парламентского происхождения: Ландтаг вынес законопроект, принятый единогласно 30 января 1962 года, на всенародное голосование в контексте Статьи № 66 Конституции.
Второй референдум о внесении изменений в закон об охотничьих правах был следствием прошлогоднего референдума по народной инициативе, которая была одобрена избирателями, но заблокирована ветом принца Лихтенштейна. Законопроект предлагал сохранить продажу охотничьих лицензий иностранцам, но привлечь к их распространению муниципалитеты и охотничьи кооперативы. Это был факультативный референдум парламентского происхождения: Ландтаг решил представить законопроект, принятый единогласно 30 января 1962 года, на всенародное голосование в контексте Статьи № 66 Конституции.

## Результаты

### Закон о гражданской обороне
| Выбор                               | Голоса | %    |
| ----------------------------------- | ------ | ---- |
| За                                  | 687    | 25,7 |
| Против                              | 1 983  | 74,3 |
| Недействительных/пустых бюллетеней  | 201    | -    |
| Всего                               | 2 871  | 100  |
| Зарегистрированных избирателей/Явка | 3 628  | 79,1 |
| Источник: Démocratie Directe        |        |      |

### Закон об охоте
| Выбор                               | Голоса | %    |
| ----------------------------------- | ------ | ---- |
| За                                  | 1 424  | 54,6 |
| Против                              | 1 182  | 45,4 |
| Недействительных/пустых бюллетеней  | 266    | -    |
| Всего                               | 2 872  | 100  |
| Зарегистрированных избирателей/Явка | 3 628  | 79,2 |
| Источник: Démocratie Directe        |        |      |